# أسل غامض
أسل غامض (الاسم العلمي: Juncus dubius) نوع نباتي يتبع جنس الأسل وينتمي إلى الفصيلة الأسلية.